# Sarnath
Sarnath es una ciudad de India ubicada en el distrito de Varanasi, estado de Uttar Pradesh. Es una de las cuatro ciudades santas del budismo, siendo el lugar histórico donde Buda por primera vez predicó el budismo, dando nacimiento al Dharma, y cuna de la primera comunidad budista, dando nacimiento a la Sangha. 
Según las crónicas, dos siglos después de la muerte de Buda, doce mil monjes budistas vivían en Sarnath. La ciudad floreció, especialmente en cuanto a arte y religión budista, gracias al patrocinio de ricos reyes y mercaderes de la vecina Benarés. El peregrino chino Xuan Zang reportó en el siglo VII que había unos 30 monasterios y 3000 monjes en Sarnath, así como algunos templos hindúes y un templo jainista que todavía existe. La ciudad fue saqueada y devastada por los turcos musulmanes y cayó en abandono, y no fue redescubierta hasta las expediciones arqueológicas de Alexander Cunningham.

## Lugares de interés
- La estupa Dhamek es una estructura impresionante, de 39 metros de altura y 28 metros de diámetro.

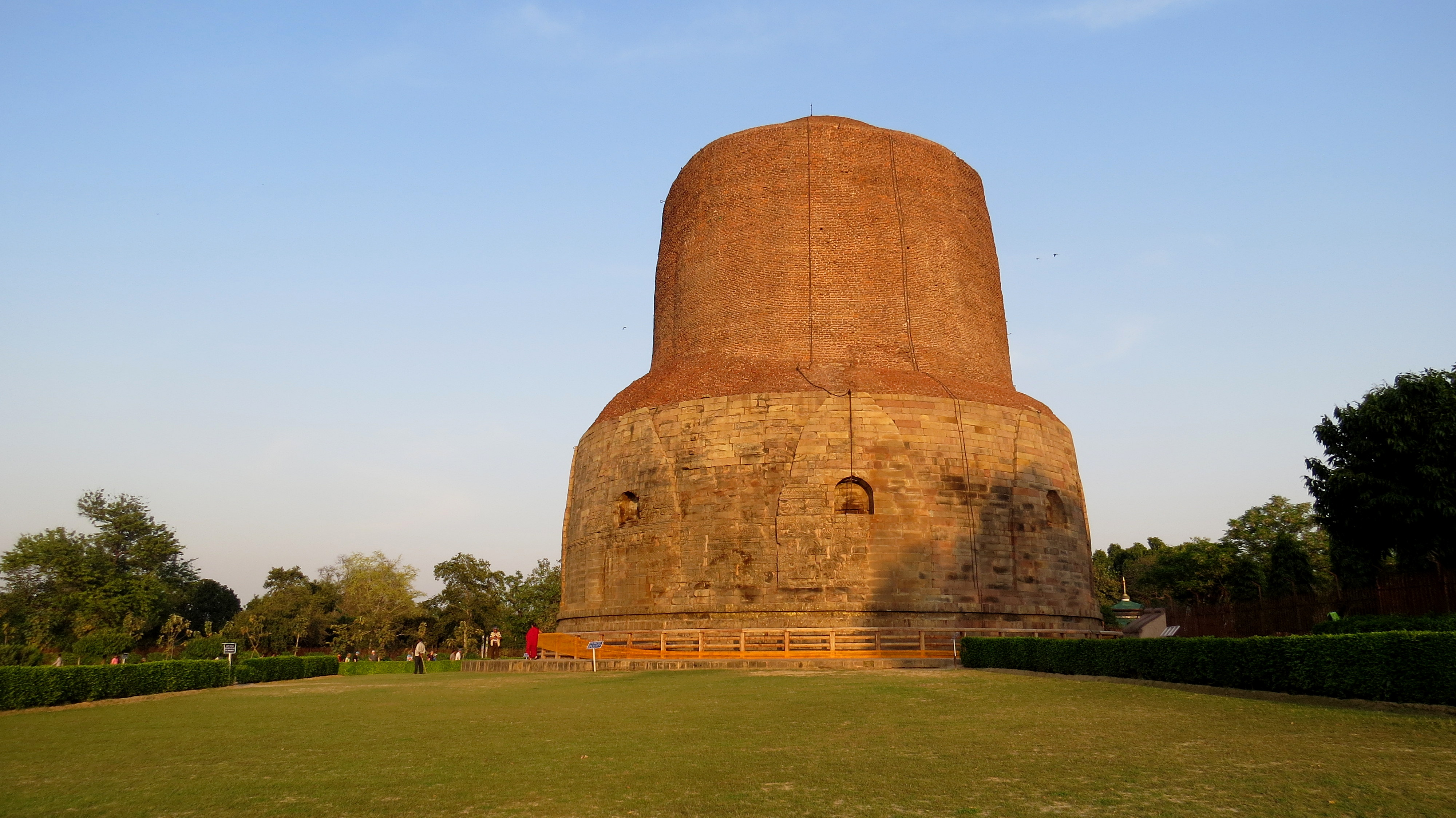
Estupa Dhamek.
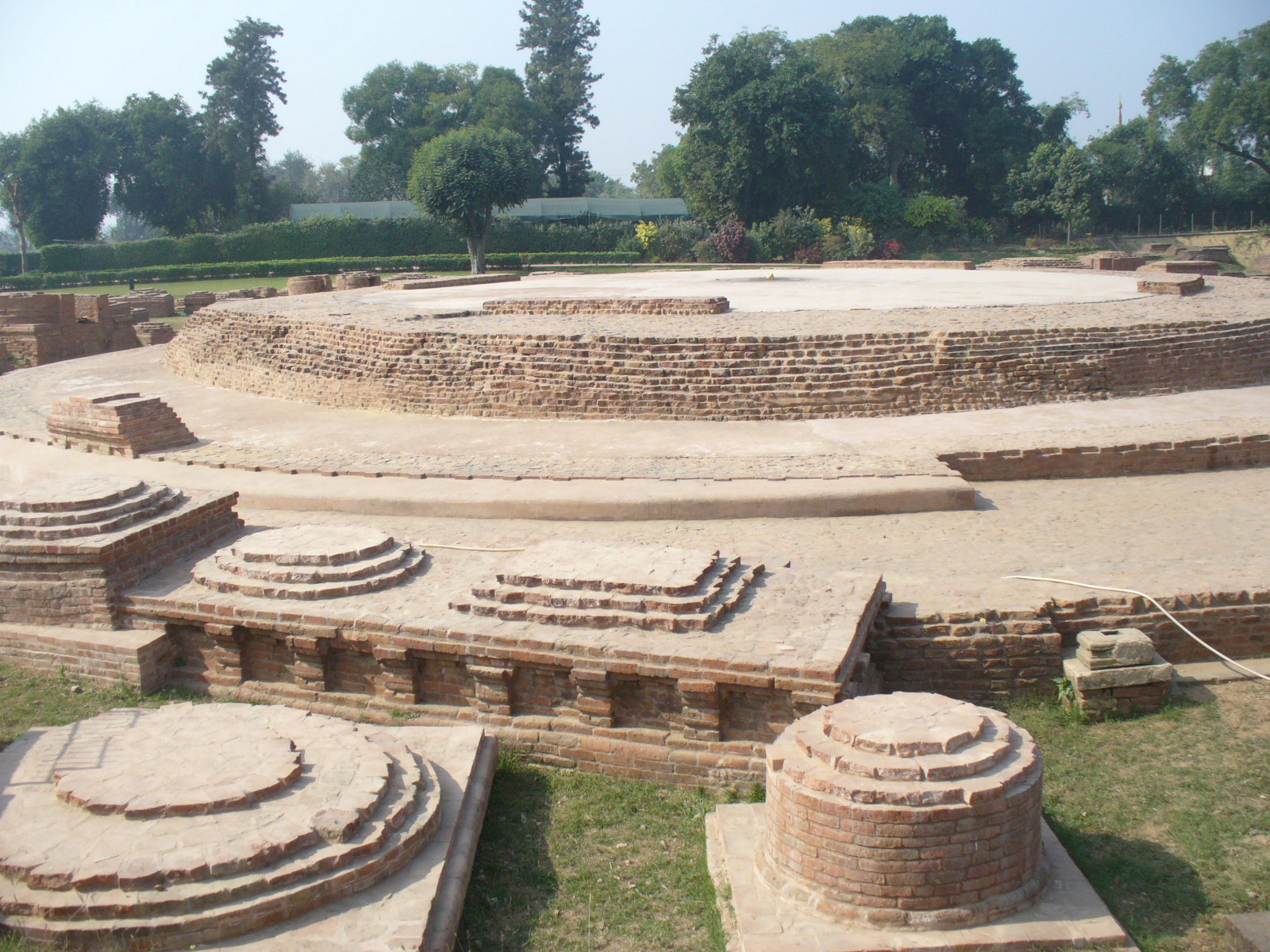
Restos de la estupa Dharmarajika.

- La estupa Dharmarajika es una de las pocas estupas anteriores a Ashoka que quedan en Sarnath, aunque solo restan sus cimientos. Ha sido objeto de extensas depredaciones y excavaciones arqueológicas, desde finales del siglo XVIII hasta principios del XX.[1]
- La estupa Chaukhandi conmemora el lugar donde Buda se encontró con sus primeros cinco discípulos (Kaundinya, Assaji, Bhaddiya, Vappa y Mahanama). Ubicada a 800 metros al sur de la estupa Dhamek, está coronada por una torre de ladrillo octogonal. La torre fue erigida como monumento al emperador Humayun por su hijo Akbar en 1588.[2]
- El pilar de Ashoka erigido aquí se rompió durante las invasiones del siglo XII, pero muchas de sus piezas permanecen en su ubicación original. El pilar estaba coronado originalmente por el capitel de Ashoka, que a su vez servía de base a una gran rueda del dharma de arenisca de 32 radios. El capitel y la rueda, actualmente expuestos en el museo arqueológico de Sarnath, simbolizan el estado moderno de la India. Ambos aparecen en el emblema de la Corte Suprema de la India y la rueda del dharma está incorporada a la bandera de la India.[3]

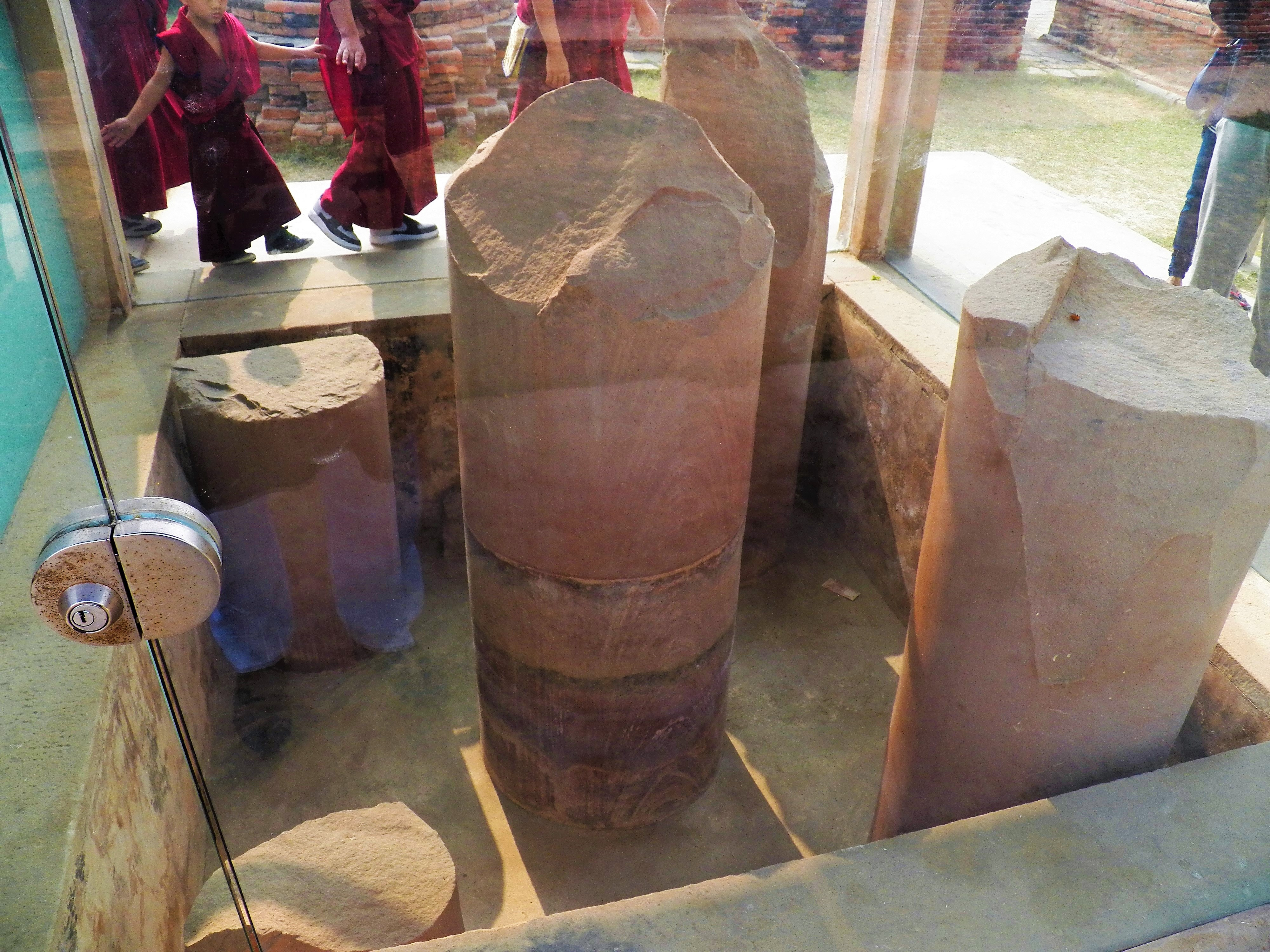
Pilar de Ashoka.
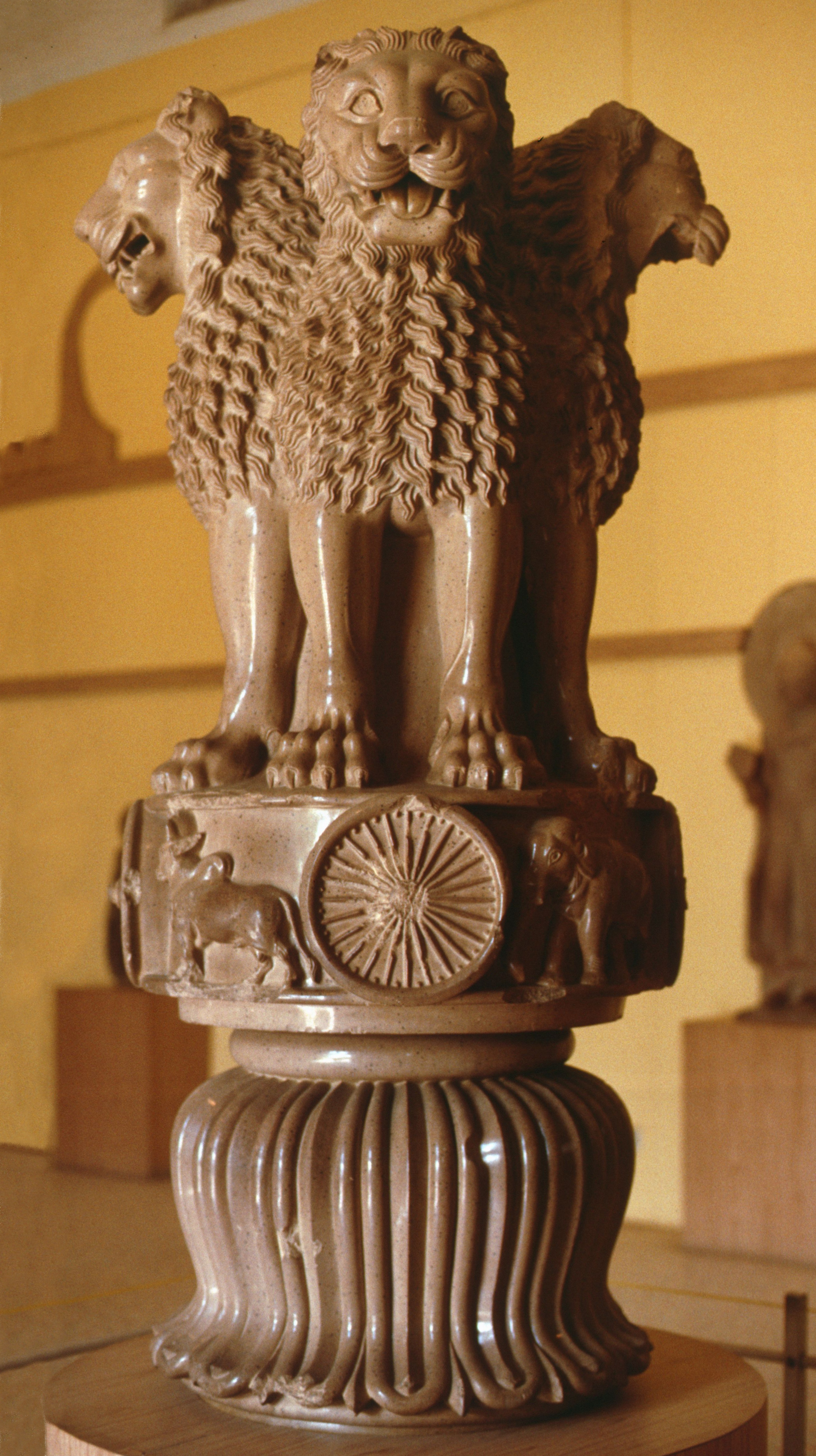
Capitel de Ashoka.

- Las ruinas de la antigua Mulagandha Kuty Vihara marcan el lugar donde Buda pasó su primera temporada de lluvias. Era el templo principal, marcado por la presencia del pilar de Ashoka en el frente. En las cercanías se encontró la escultura de piedra arenisca del siglo V de Buda predicando su primer sermón.
- El Dharma Chakra Jina Vihar es un enorme monasterio y vivienda para monjes que se cree que fue construido o restaurado a mediados del siglo XII a instancias de Kumaradevi, esposa de Govindachandra (c. 1114-1155).[4]
- El museo arqueológico de Sarnath alberga el famoso capitel de Ashoka, que sobrevivió milagrosamente a su caída al suelo desde la cima del pilar de Ashoka (13.7 m). El museo también alberga la escultura original de piedra arenisca del siglo V de Buda predicando su primer sermón, así como la inscripción de Kumaradevi.[5]

## Galería

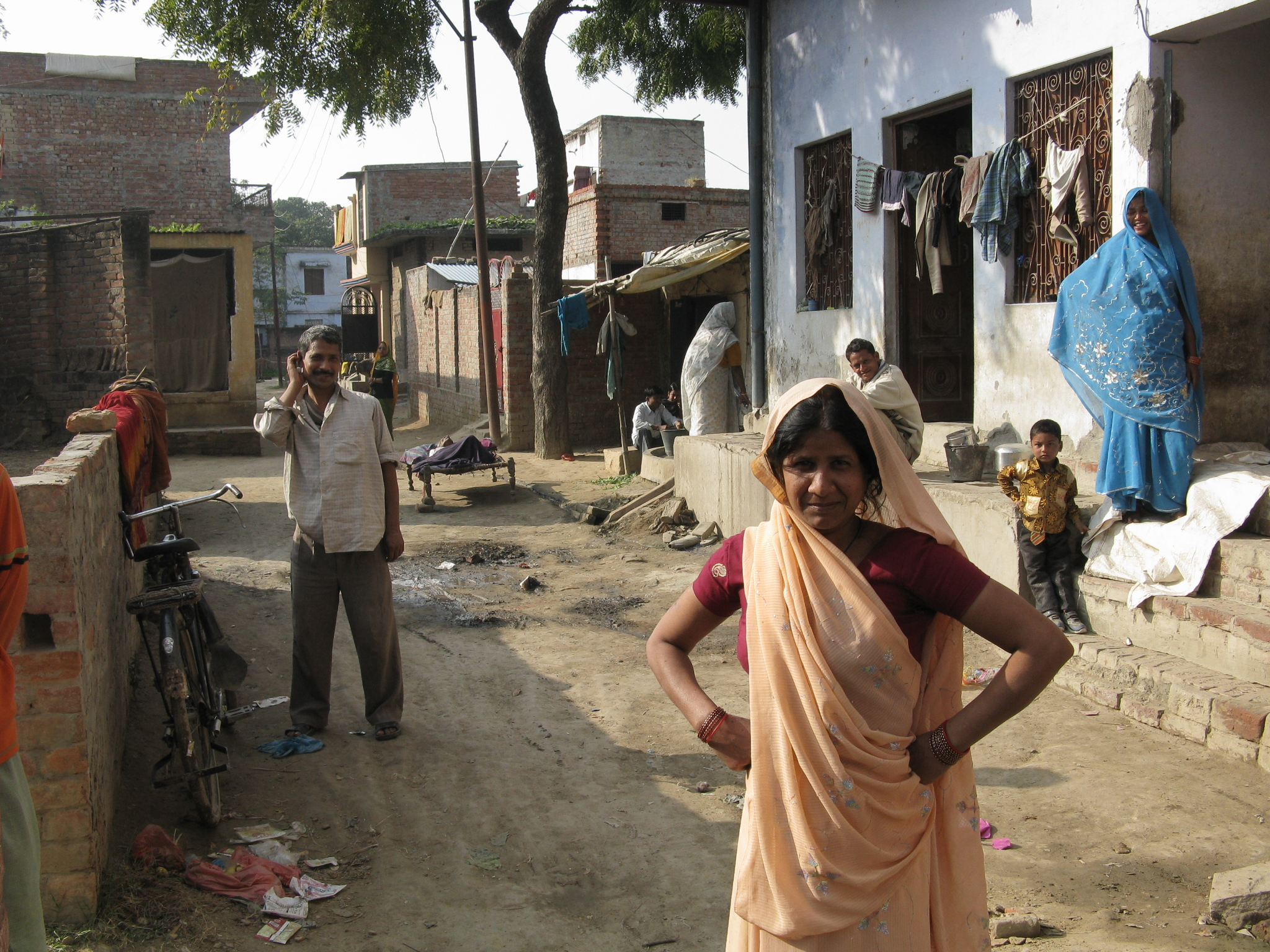
Calle de la ciudad.
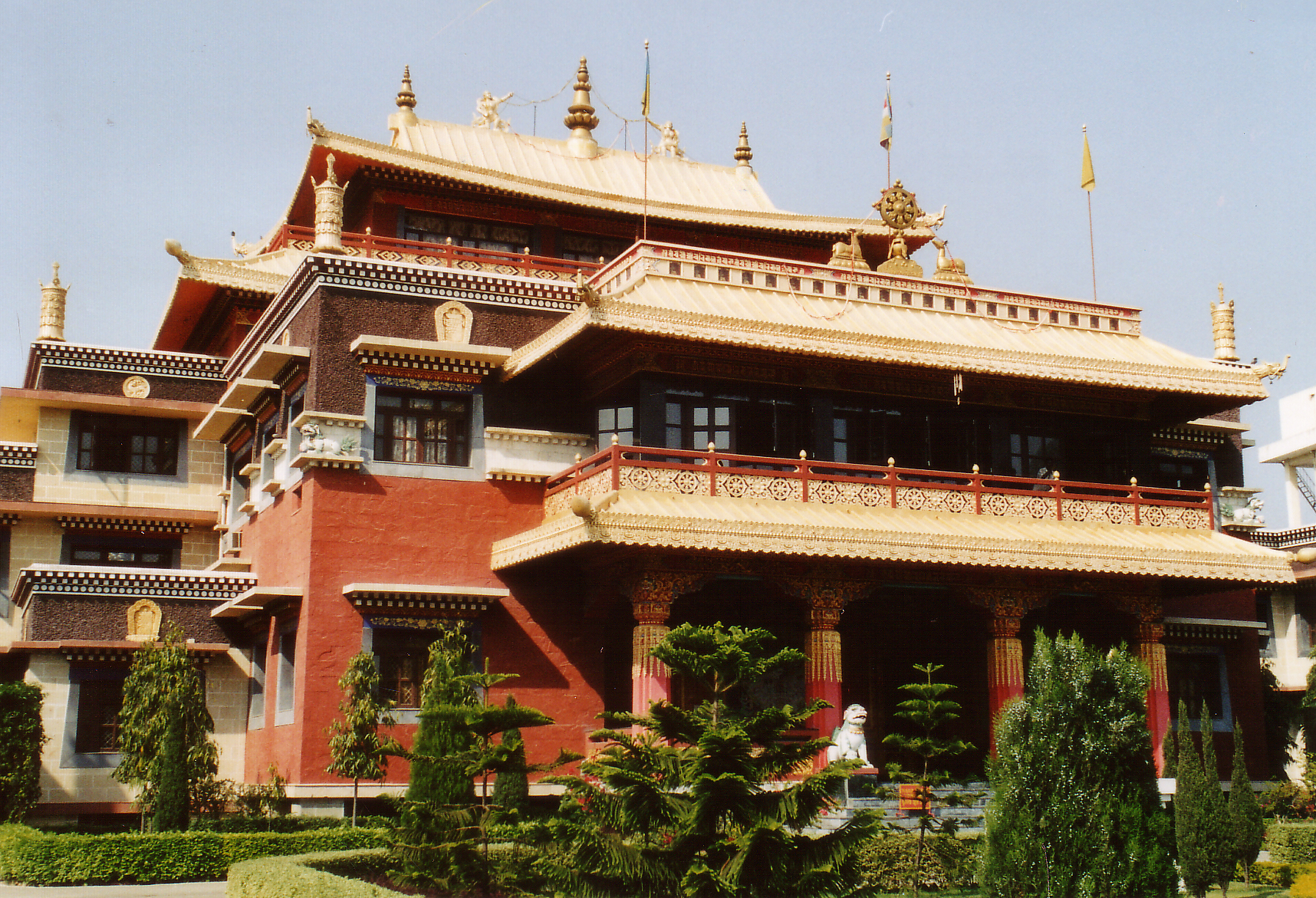
Templo tibetano.
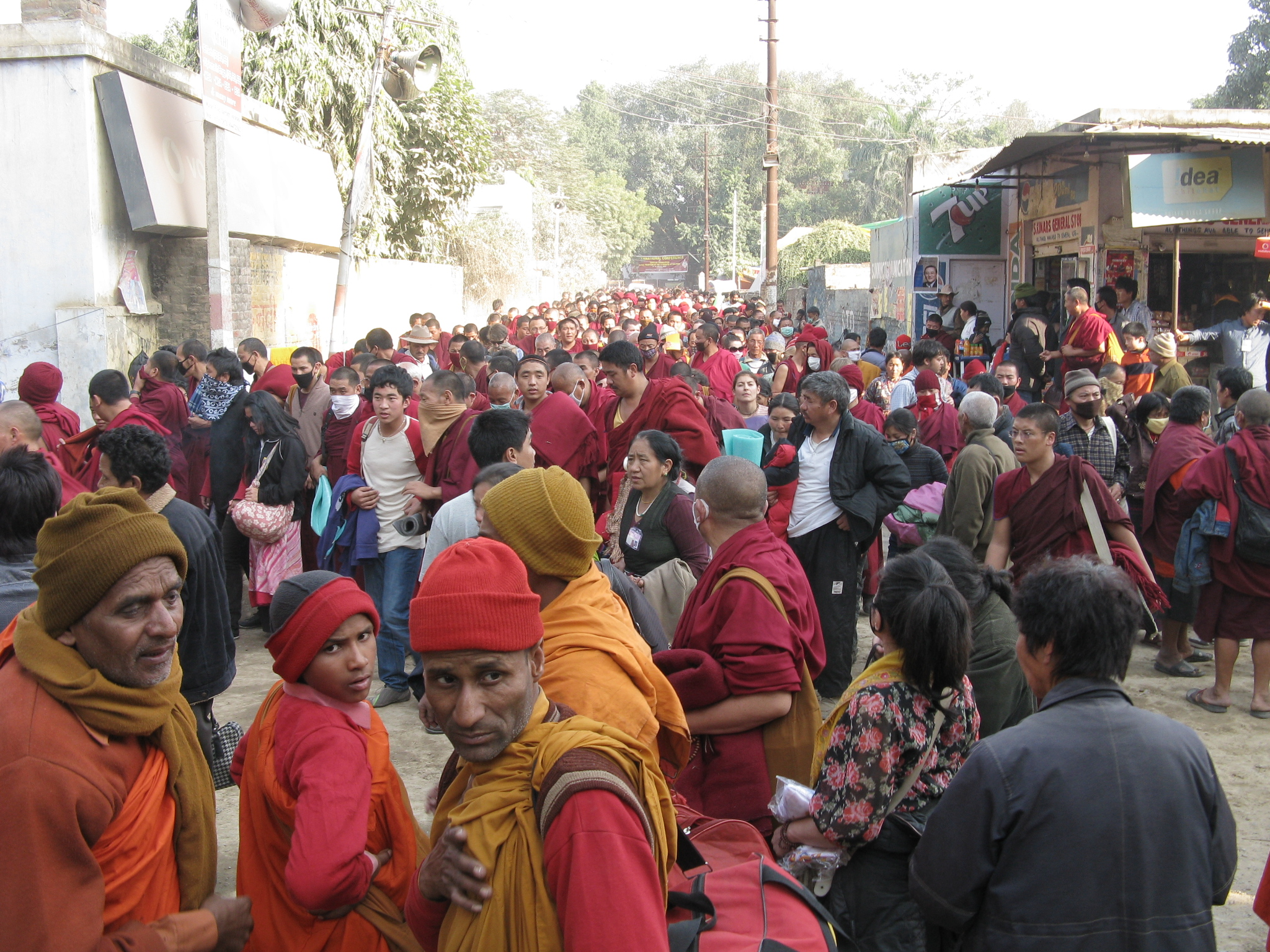
Monjes de Sarnath.